# Dějiny Irska
V tomto článku je popsána historie národů obývajících ostrov Irsko.

## Pravěk a příchod Keltů

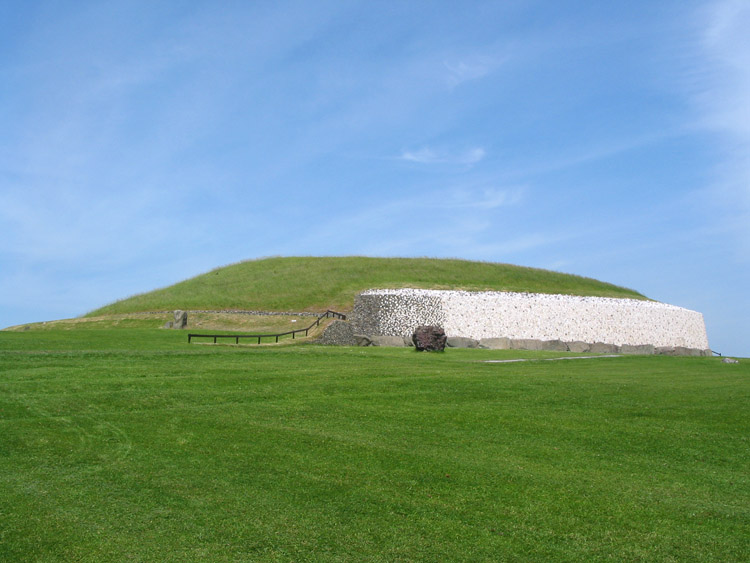
Megalitická hrobka Newgrange

Na rozdíl od ostatních evropských zemí je osídlení Irska velmi nedávného data; nejstarší doklady přítomnosti mezolitických lovců a sběračů v severovýchodní části ostrova pocházejí z 6. tisíciletí př. n. l. Na sklonku 5. tisíciletí př. n. l. se do Irska rozšířilo zemědělství. Tito neolitičtí zemědělci po sobě zanechali působivé megalitické mohyly, jako například Newgrange v hrabství Meath (okolo 3200 př. n. l.). Kolem roku 2500 př. n. l. počíná v Irsku doba bronzová. Zejména na jihozápadě země se na mnoha místech našly pozůstatky těžby mědi. Měď a zlato, jimiž Irsko oplývalo, se v tehdejších dobách vyvážely do celé Evropy. Doba železná nastává s postupným příchodem keltsky hovořících kmenů z evropské pevniny. Jako první zmiňují antické prameny Priteny (Pritany), jejichž jméno dnes přežívá ve slově Británie. Zdá se, že tito příchozí v několika vlnách od 7. do 1. století př. n. l. nepředstavovali příliš početnou skupinu obyvatelstva, neboť nedávný výzkum, založený na rozborech DNA odhalil překvapivě blízkou příbuznost Irů s Basky. V jejich žilách tak, zdá se, převažuje krev předindoevropských obyvatel Evropy. Nehledě na to, hovořila od této doby až do počátku 19. století většina obyvatel ostrova keltským jazykem.

## Raný středověk – země svářících se království

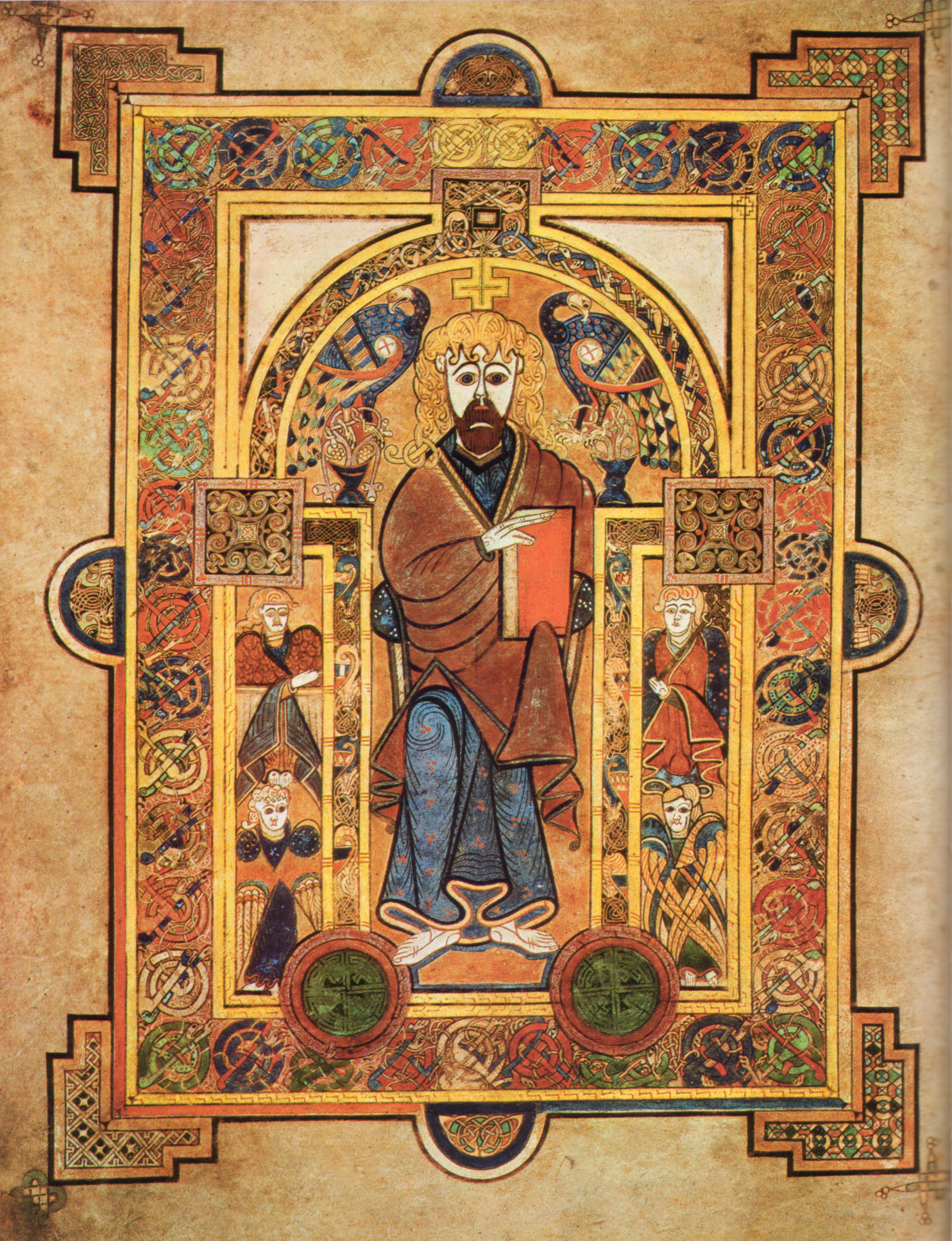
Kniha z Kellsu, folio 32v, Trůnící Kristus

Po celé 1. tisíciletí n. l. nebylo Irsko jednotným státem. Existovaly zde desítky túath, menších či větších „království“, jejichž náčelníci, zvaní králové (irsky: rí) mezi sebou často bojovali. Menší království byla vazaly mocnějších, ale třebaže se v pozdějších dobách někteří vladaři prohlašovali velekráli, žádnému se nepodařilo založit dynastii, která by dokázala sjednotit celé Irsko. Významnou úlohu ve společnosti hráli druidové, kteří působili jako kněží, léčitelé, učitelé, básníci a soudci. Bohatá ústně tradovaná básnická kultura nezanikla ani po příchodu křesťanství, naopak, dočkala se písemné podoby. Křesťanství za časů římského panství v Británii pozvolna pronikalo i do Irska (známého Římanům jako Hibernia). Rozhodující úloha v pokojném pokřesťanštění Irska je připisována sv. Patrikovi, prvnímu irskému biskupovi, který v zemi působil po roce 432. V následujícím století vyrostla v Irsku řada klášterů, které se staly středisky latinské učenosti a Irští misionáři šířili křesťanství ve střední Evropě. Kamenné kříže rozeseté po ostrově a výpravné iluminované rukopisy, jako je Kniha z Kellsu, dodnes vydávají svědectví o této době. Období 7. a 8. století je považováno za zlatý věk starého Irska. Od roku 795 začali do Irska podnikat nájezdy vikingové, kteří drancovali kláštery a vesnice a odváželi vše cenné do své domoviny. Většina dodnes dochovaných zlatých irských ozdob tak pochází z vykopávek vikinských hrobů v Norsku. Vikingové postupem času zřizovali na pobřeží stálejší osady, které se vyvíjely v města (Dublin, Wexford, Waterford, Cork, Limerick), a ovládali části Irska. Roku 1014 irský velekrál Brian Bóruma dokázal zlomit vikinskou moc, ale nebylo mu dáno zemi sjednotit, neboť ve vítězné bitvě u Clontarfu sám padl. Irsko se nanovo ponořilo do drobných, ale ustavičných válek mezi několika vůdčími královstvími. Rozhodující zlom v irských dějinách přišel ve druhé polovině 12. století.

## Normanský zábor

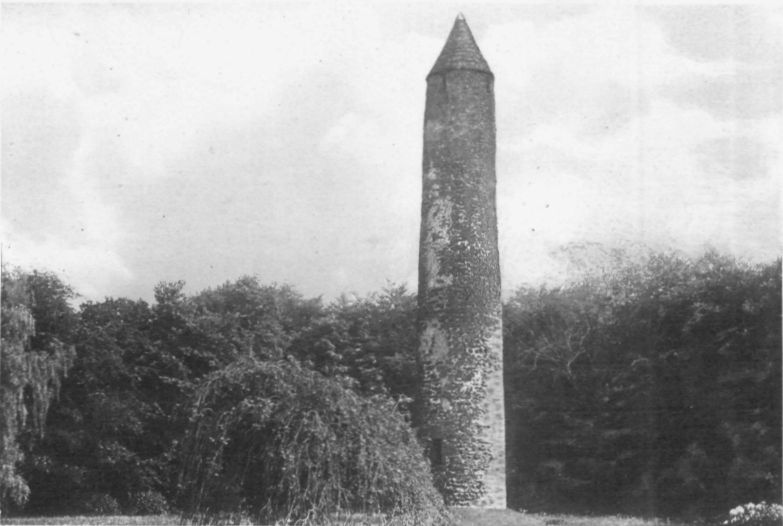
Věže jako tato v hrabství Antrim, sloužily v dobách vikinských nájezdů jako útočiště

Roku 1166 byl vládce východoirské provincie Leinster král Diarmait Mac Murchada (Dermot MacMorrough) svržen svými protivníky a utekl se s prosbou o pomoc za anglickým králem Jindřichem II. Téhož roku se Rory O'Connor stal prvním králem Irska od roku 1014. Když Jindřichovu normanskému družiníkovi Richardu de Clare přislíbil svržený král Diarmuid Mac Murchada svou dceru a dědictví, ten se mu zavázal svou pomocí a roku 1169 se vylodil v Irsku. Normané v Diarmuidových službách dosáhli rychle řady vítězství, a když roku 1171 Diarmuid Mac Murchada zemřel, zdědil jeho panství Richard de Clare. O svrchovanost nad dobytým územím se záhy přihlásil král Jindřich II., který je udělil svému nejmladšímu synovi, pozdějšímu králi Janu Bezzemkovi. Od té doby bylo Irsko jako takzvané Panství Irské (Lordship of Ireland) pod svrchovaností anglických králů.

## Opětovný vzmach irské kultury
Do poloviny 13. století se tak většina Irska ocitla v majetku anglo-normanské šlechty. Země byla postupně členěna na hrabství, podle anglického vzoru byly zaváděny porotní soudy a parlament v Dublinu, stavěly se kamenné hrady namísto dosavadních dřevěných. Zejména ve vnitrozemí vznikala nová města (dosud jich z vikinských časů v Irsku bylo jen několik při pobřeží). Třebaže do Irska proudili přistěhovalci z Anglie a Skotska, postupem času většinou přijímali irský jazyk a zvyky. I moc keltské šlechty se pozdvihla a anglický kulturní vliv se omezil na okolí Dublinu (jehož okolí muselo být opevněno jako tzv. Koloví) a několika dalších měst. Angličtí králové byli vázáni válkami ve Francii a domácími boji o trůn. Angličanům nic nepomohla ani nařízení, zakazující irské oděvy, řeč či smíšená manželství, jako byly například Výnosy z Kilkenny (The Statutes of Kilkenny) z roku 1366. Díky těmto zákazům vypuklo téhož roku irsko-normanské povstání. Irský jazyk a literatura zažívaly ve 14. a 15. století svůj druhý vrchol.

## Irské království a tudorovská kolonizace

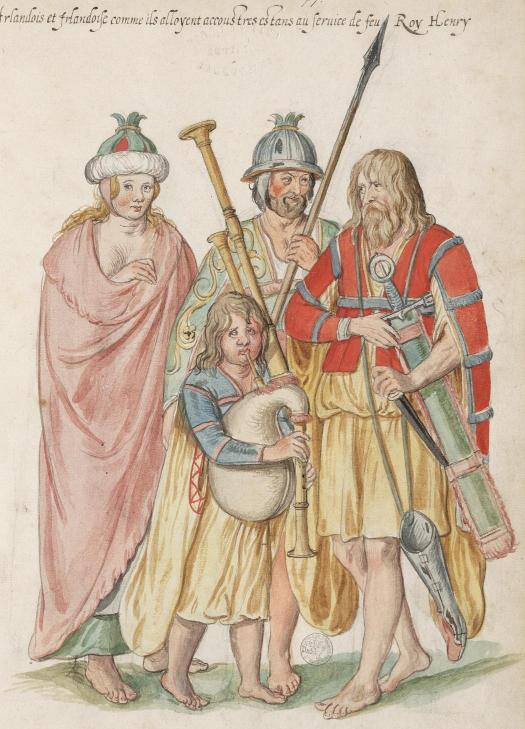
Irští Gaelové v 16. století

Obrat nastal až v 16. století za vlády Jindřicha VIII. a jeho nástupců. Když se Jindřich VIII. prohlásil hlavou církve ve svých državách, v Irsku byl na rozdíl od Anglie ohlas mezi veřejností mizivý. Vysocí preláti totiž žili v poangličtěných městech, a to většinou dosti nehodným světským životem. Skutečnou duchovní péči lidu věnovali jen příslušníci žebravých mnišských řádů (ponejvíce františkáni a dominikáni), kteří náboženské novoty odmítali. Když se Jindřichovi doneslo, že mezi Iry většina za hlavu církve stále považuje papeže (s odůvodněním že „papež“ je víc než „lord“ – oficiální titul panovníka byl totiž „Lord of Ireland“), nechal si roku 1541 dublinským parlamentem odhlasovat změnu titulatury na „King of Ireland“ (král Irska). V letech 1541–1800 tak bylo Irské království v personální unii s Anglií, respektive Velkou Británií (po roce 1707). Jak již řečeno, úspěch reformace, dovršené za Eduarda VI. a Alžběty I., byl v Irsku malý. Byla sice po anglickém vzoru ustavena státní církev (Church of Ireland), naprostá většina Irů však setrvala u římskokatolického vyznání. Toto rozdělení poznamenalo další dějiny ostrova až do dnešních dnů. Angličtí panovníci, kteří se obávali, že jejich nepřátelé (zejména Španělsko) využijí Irska jako vedlejšího bojiště, se snažili o důkladné podmanění země. Roku 1592 dala Alžběta I. založit Kolej Nejsvětější Trojice (Trinity College) v Dublinu, první, byť ještě několik století výhradně protestantskou, univerzitu v Irsku. Řada menších vzbouření anglo-irských pánů byla úspěšně potlačena. Proti oklešťování svých starých práv povstala v 90. letech 16. století ulsterská šlechta pod vedením Hugha O'Neilla, hraběte z Tyrone. Na pomoc jim přispěchali Španělé, ale roku 1601 byli povstalci u Kinsale poraženi a roku 1603 kapitulovali. Nakonec se roku 1607 Hugh O'Neill, Rory O'Donnell, hrabě z Tyrconnellu a 97 jejich rodinných příslušníků a přívrženců odebralo do emigrace. Tento útěk hrabat (Flight of the Earls) jen předznamenával úpadek katolického Irska. Na půdu zkonfiskovanou katolickým pánům anglická vláda systematicky usazovala protestantské kolonisty z Anglie a Skotska v naději, že tím dosáhne účinné protiváhy katolíkům. Právě tehdy bylo například město Derry přejmenováno na Londonderry. (V květnu 1984 se městské zastupitelstvo přejmenovalo na Derry City Council, což však neovlivnilo oficiální název města, jak nejnověji potvrdilo rozhodnutí belfastského vrchního soudu z 25. ledna 2007.)

## Konfederace a dobytí Oliverem Cromwellem
Roku 1641 vypuklo v Ulsteru povstání, které se rozšířilo po celé zemi. Povstalci, kteří o sobě prohlašovali, že jednají ve jménu krále Karla I. proti anglickému parlamentu, vytvořili tzv. Irskou katolickou konfederaci (Irish Catholic Confederation) se sídlem v Kilkenny. Teprve poté, co se vypořádal s monarchií v Anglii, se roku 1649 Oliver Cromwell vylodil v Irsku a do roku 1652 Konfederaci krutě potlačil. Cromwellovské tažení bylo nejkrutější válkou, jakou Irsko ve svých dějinách zažilo (smutně proslulo zejména krveprolití při dobytí města Drogheda, kde bylo na Cromwellův osobní příkaz zmasakrováno 3 000 royalistických obránců a mnoho civilistů). Bída a trápení doby Cromwellova tažení je připomínána i v mnoha irských písních, například v písni „Irish Ways And Irish Laws“, kde se přímo zpívá: „…Cromwell and his soldiers came, started centuries of shame…“ (Přišel Cromwell a jeho vojáci, odstartovali staletí hanby).
Následky porážky byly pro katolíky zničující. Jestliže před rokem 1641 vlastnili (s výjimkou již dříve konfiskovaného Ulsteru) většinu půdy v zemi, nyní jim byla z velké části odebrána a přidělena protestantům. Je třeba podotknout, že se změnili pouze majitelé panství, v tomto období již nedocházelo k masivní kolonizaci. Po restauraci monarchie byly za Karla II. prováděny restituce, týkaly se však jen menší části půdy. Irsko tak zůstalo od této doby převážně v rukou protestantských statkářů.

## Válka dvou králů a trestní zákony

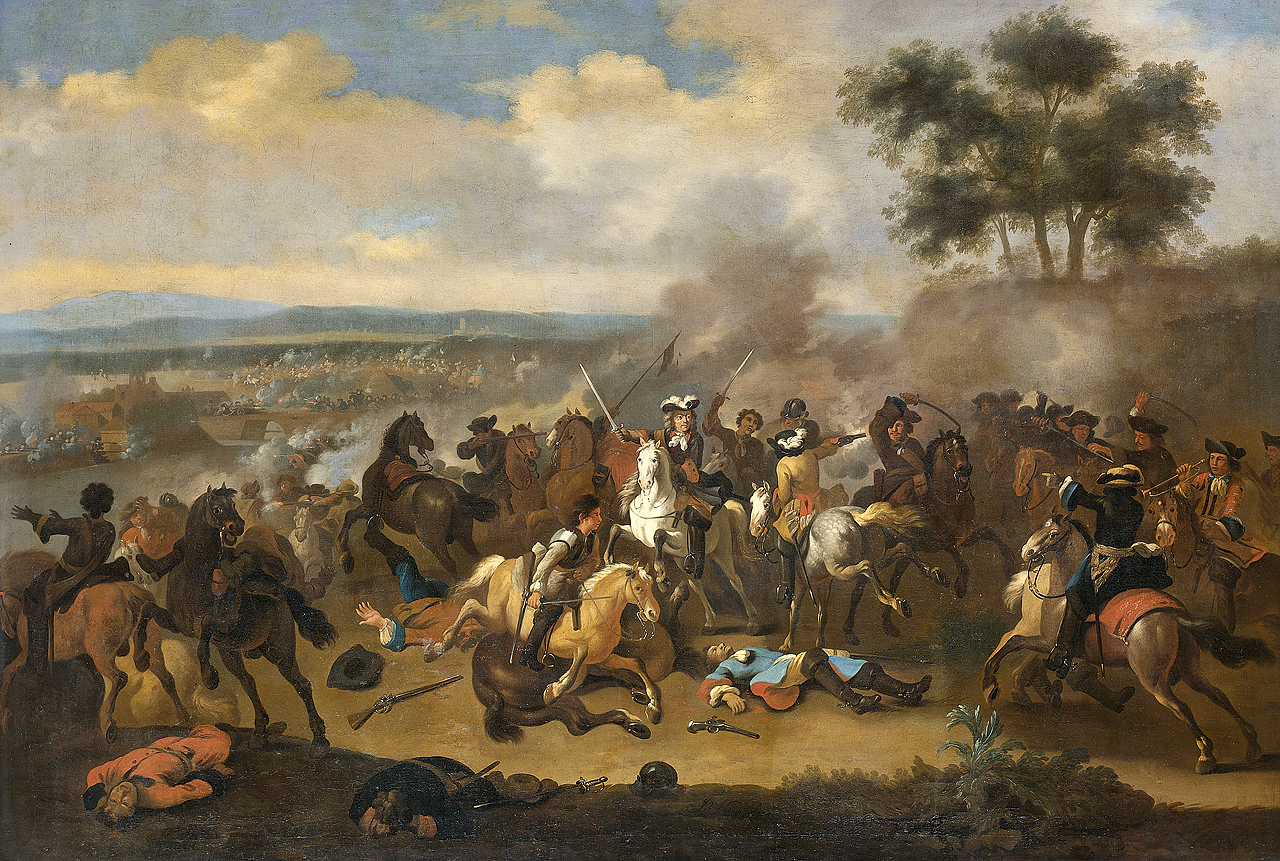
Bitva u Boyne roku 1690

Roku 1689 se irští katolíci pod místodržícími Richardem Talbotem, 1. hrabětem z Tyrconellu a po něm pak Patrickem Sarsfieldem, hrabětem z Lucanu, postavili ve „válce dvou králů“ za svrženého katolického krále Anglie Jakuba II. v boji s jeho synovcem a zetěm, protestantem Vilémem III. Oranžským. Vítězství Vilémovy armády v bitvě na řece Boyne, která byla svedena 1. července 1690 u Droghedy a v níž byl poražen James Fitzjames, vévoda z Berwicku, si každoročně 12. července (datum bitvy podle gregoriánského kalendáře) halasně připomínají severoirští unionističtí protestanti (tzv. oranžisté). Rozhodujícím potvrzením výsledků války znamenalo protestantské vítězství v bitvě u Aughrimu o rok později. Sarsfield ještě nějaký čas vytrvale vzdoroval v Limericku, ale nakonec 3. října 1691 kapituloval. Se svými 14 000 muži, kteří odmítli přestoupit do Vilémových služeb, pak odplul do Francie. Mnozí účastníci tohoto „odletu divokých hus“ (Flight of the Wild Geese) se později proslavili ve francouzských či španělských službách.
Limerický mír nabízel poraženým shovívavé podmínky, ale záhy anglická vláda přitvrdila a roku 1695 zavedla tzv. trestní zákony, které zbavovaly katolíky všech politických a některých majetkových práv. Tím, že nesměli volit ani být voleni do parlamentu, stát se právníky či zastávat vyšší důstojnické hodnosti se 75 % Irů stalo ve své vlastní zemi obyvateli „druhé kategorie“. Po roce 1697 byli dokonce na čas ze země vyháněni katoličtí kněží, ale během 18. století už byli postupně tolerováni.

## Povstání 1798 a unie s Velkou Británií
Od roku 1691 bylo Irsko ovládáno malou skupinou irských anglikánů seskupených v Church of Ireland, kteří byli loajální k britské koruně. Ti utlačovali jak většinové katolíky, tak neanglikánské protestanty, mezi nimiž nejvýznamnější byli presbyteriáni. Formálně bylo Irsko s Británií sice jen v personální unii, ale kvůli zákonům jako Poynings' law z roku 1494 nebo Declaratory Act z roku 1719 (který dal Britům právo vetovat zákony přijaté irským parlamentem a nakonec i schvalovat zákony pro Irsko v Londýně) mělo Irsko ve skutečnosti menší nezávislost než například většina britských severoamerických kolonií.
Šance na zlepšení se pro Iry otevřela na konci 18. století. Když museli Britové vyslat vojenské jednotky z Irska do vzbouřených amerických kolonií a Francie vojensky podpořila americkou válku za nezávislost, Londýn vyzval irské dobrovolníky, aby vytvořili milice pro případ invaze z Francie. K milicím se skutečně připojilo mnoho tisíc Irů. Žádali za to ale více politických práv. Roku 1782 jim britská korunu dala samosprávu a více nezávislý parlament. Jemu dominovala Irish Patriot Party vedená Henry Grattanem, proto je v irské historiografii parlament z tohoto období často nazýván Grattanův parlament.
V roce 1791 vznikla v Belfastu malá skupina protestantských, zejména presbyteriánských liberálů, která si začala říkat Society of United Irishmen a byla vedená především Wolfem Tonem. Jejich cílem byla větší nezávislost na Británii. Oslovili přitom katolíky, metodisty a další protestantské skupiny, a ti všichni začali do organizace vstupovat. Ta pak navrhla demokratické reformy, z nichž část v roce 1793, s jistým váháním, schválil Grattanův parlament. Průlomové byly především zákony, jež umožnily majetnějším katolíkům volit (jakkoli nikoli být voleni nebo jmenováni do úřednických funkcí). Vypuknutí války mezi Británií a Francií ovšem přinutilo United Irishmen přejít do ilegality a částečně i do exilu, vůdce hnutí Wolfe Tone odjel do Spojených států. Přesto organizace trvale rostla, do roku 1797 měla nejméně 200 000 členů. Loajalisté cítící hrozbu povstání proti tomu založili roku 1795 radikální protestantskou organizaci Oranžský řád. Tone v roce 1796 odjel do revoluční Francie a požádal její vedení o vojenský zásah v Irsku, přičemž slíbil, že v momentě invaze vypukne profrancouzské a protibritské povstání. Problémem bylo, že v té době již irští katolíci měli o revoluční Francii značné pochybnosti, neboť věděli o masakrech katolických kněží, protináboženské ideologii revolucionářů i francouzské válce s papežem. Přesto se Tone se 14 000 Francouzi pokusil v prosinci 1796 u irských břehů vylodit, ovšem neúspěšně. Spolupráce spiklenců s Francouzi se tak ovšem prolákla a Britové a oranžisté rozpoutaly represe. Neustávající teror rebely přinutil jednat. Vůdci United Irishmen Samuel Neilson a Edward FitzGerald se při nepřítomnosti Toneho, jemuž se nepodařilo s Francouzi přistát, rozhodli započít povstání i bez Francouzů, a to 23. května. Britové však nejprve ubránili Dublin a do konce června rozdrtili povstání i ve zbytku země.
22. srpna, téměř dva měsíce po porážce povstání, přistála asi tisícovka francouzských vojáků generála Jeana Josepha Amable Humberta na severozápadě země, v hrabství Mayo. Připojilo se k nim 5000 místních rebelů a zahnali Brity na potupný útěk (známý též jako Castlebarské závody). Vyhlásili dokonce Irskou republiku s Johnem Moorem jako prezidentem. Republika však žila jen dvanáct dní. Její síly byly poraženy 8. září 1798 v bitvě u Ballinamucku. Francouzské jednotky, které se vzdaly, byly repatriovány do Francie a vyměněny za britské válečné zajatce. Zajaté Iry čekal tvrdší osud, byli popraveni. 12. října 1798 se další francouzská eskadra o síle 3 000 mužů, včetně Wolfe Toneho, pokusila přistát v hrabství Donegal poblíž Lough Swilly. Byla však napadena silami Britského královského námořnictva a nakonec po tříhodinové bitvě pokus o vylodění vzdala.
Po povstání se po Irsku pohybovaly dlouho rebelské zbytky vedoucí partyzánskou válku, například ve Wexfordu přežila malá ohniska odporu a poslední povstalecká skupina vedená Jamesem Corcoranem byla poražena až v únoru 1804. Hlavním politickým výsledkem však bylo, že Britové Irsku odňali poslední zbytky autonomie a přinutili irský parlament v roce 1800 přijmout zákon o připojení k Británii (viz Zákony o unii z roku 1800). Při prvním hlasování zákon přijat nebyl (109 proti, 104 pro) a muselo být opakováno. V něm byl přijat poměrem 158 pro, 115 proti. 1. ledna 1801 tak vznikl stát Spojené království Velké Británie a Irska. Irové tím ztratili definitivně samostatnost.

## Velký hladomor
V letech 1845–1851 došlo v Irsku kvůli plísni bramborové, jež se rozšířila kvůli vlhkému počasí a malé genetické rozmanitosti nově dovezených druhů brambor, k několika hladomorům. Tato událost je známa jako velký irský hladomor a znamenala obrovský přelom v irských dějinách. Odhaduje se, že během hladomoru zemřelo něco mezi půl miliónem a jedním a půl miliónem lidí (z více než 8 miliónové irské populace) a další dva milióny odešly z Irska hledat si obživu jinde ve světě (nejčastěji do USA, Anglie, Kanady či Austrálie). V roce 1851 činil pokles dříve rychle rostoucí irské populace proti roku 1841 asi 20 %. Zničující efekt hladomoru na irskou populaci a hospodářství však přetrvával dlouho poté, co se situace se zásobováním zlepšila. Jev měl i zásadní politické důsledky. V Irsku převládl názor, že hlavní příčinou více než milionu mrtvých byla neochota Britů vzpurné a nábožensky odlišné periferii pomoci. Až do dnešních dnů se v Irsku diskutuje o tom, zda nešlo vlastně o formu promyšlené genocidy irského národa. To připravilo půdu radikálnímu nacionalismu a definitivně znemožnilo, aby se Irové dokázali identifikovat se Spojeným královstvím. Nacionalistický radikalismus vytryskl bezprostředně po hladomoru – reprezentovalo ho hnutí feniánů, které sáhlo i k teroristickým činům, moderní terorismus vlastně vymyslelo, a ten navíc v irské politické kultuře značně zakořenil. Feniáni dokonce plánovali únos britské královny Viktorie. Nicméně časem se objevily i méně radikální skupiny, které přišly s požadavkem autonomie. Na konci 19. století začali i britští politici, zejména liberálové, o udělení autonomie uvažovat, zvlášť když se vlády liberálů Herberta Henry Asquitha a Davida Lloyda George o irské poslance v parlamentu musely několikrát opírat.

## Zisk nezávislosti
Jednání o zisku autonomie přerušila první světová válka. Zpočátku irští nacionalisté akceptovali, že válečná situace si vyžaduje odložení těchto otázek, ale to se postupně měnilo s tím, jak se začaly v Irsku šířit zprávy odvedenců o hrůzách války. S nimi přicházel i rostoucí pacifismus, a ten stál na počátku nepokojů známých jako velikonoční povstání roku 1916 (anglicky Easter Rising, irsky Éirí Amach na Cásca). Trvalo od 24. dubna do 30. dubna. Pacifistický program byl brzy nahrazen požadavkem získání nezávislosti na Británii a do čela povstání rychle nastoupili nacionalisté z Irského republikánského bratrstva (Irish Republican Brotherhood). Další významnou skupinou byli irští dobrovolníci (Irish Volunteers), kteří byli vedeni učitelem a advokátem Patrickem Pearsem, Irská občanská armáda (Irish Citizen Army) vedená Jamesem Connollym a Ženská rada (Cumann na mBan). Nacionalisté obsadili klíčové pozice v Dublinu a vyhlásili nezávislost Irské republiky na Británii. Proběhlo i několik dalších akcí v různých částech Irska, ale s výjimkou událostí v Ashbourne, to byly akce menšího významu.
Povstání bylo potlačeno po šesti dnech bojů a jeho vůdci byli válečným soudem odsouzeni k smrti a popraveni, avšak pomohlo irským republikánům, aby se dostali do čela irské politiky. V následujících všeobecných volbách ve Spojeném království v roce 1918, vyhráli v Irsku republikáni 73 křesel ze 105 do Britského parlamentu. V lednu 1919, členové Sinn Féin, kteří nebyli v té době ve vězení, a přeživší účastníci Velikonočního povstání, vyhlásili nezávislý parlament a založili Irskou republiku. Britská vláda odmítla akceptovat nově vyhlášený stát, což vedlo k Irské válce za nezávislost. První rok války byl poměrně klidný, Irská republikánská armáda se v té době zaměřovala hlavně na získávání zbraní a osvobozování republikánských vězňů. V září roku 1919 britská vláda zakázala Dáil Éireainn a Sinn Féin. IRA v odpovědi začala útočit na Irskou královskou policii a britské armádní hlídky. Napadala jejich kasárny a vyzývala je, aby zemi opustili. Britská vláda poslala na pomoc rekruty z Británie, tzv. Black and Tans a Auxiliaries, kteří se stali známí pro špatnou disciplínu a odvetné útoky proti civilistům. V listopadu 1920 došlo k výrazné eskalaci násilí. Britská vláda vyhlásila stanné právo na většině území jižního Irska. Centrum Corku bylo v prosinci 1920 vypáleno britskou armádou. Násilí se stupňovalo dalších sedm měsíců, kdy bylo zabito přes 1000 lidí a 4500 republikánů bylo internováno. Boje byly soustředěny hlavně v městech Munster, Dublin a Belfast. V těchto třech městech bylo zabito 75 % obětí konfliktu. Násilí v Ulsteru a zejména v Belfastu se vyznačovalo náboženským charakterem a vysokým počtem civilních obětí z řad katolíků. Obě strany se 11. července 1921 dohodly na příměří. Po něm vedla jednání k anglicko-irské smlouvě dne 6. prosince 1921. Tato smlouva ukončila britskou nadvládu ve většině Irska. 6. prosince 1922 byl vytvořen Irský svobodný stát se statutem dominia. Nicméně Severní Irsko setrvalo v rámci Spojeného království, kde náboženské násilí mezi republikány (většinou katolíky) a loajalisty (většinou protestanty) pokračovalo ještě po mnoho měsíců (a let). V červnu v roce 1922 neshody mezi republikány kvůli anglo-irské smlouvě vedly k jedenáctiměsíční občanské válce.

## Republika
V roce 1949 byla odstraněna poslední formální role panovníka a název státu byl změněn na Irsko (Éire). Název „Irská republika“ (Poblacht na hÉireann) se v Irské ústavě (Bunreacht na hÉireann) objevuje jako „popis státního zřízení“, oficiálním názvem země se má stát až po připojení Severních provincií.